# Sławoborze (gmina)
Sławoborze est une gmina rurale du powiat de Świdwin, Poméranie occidentale, dans le nord-ouest de la Pologne. Son siège est le village de Sławoborze, qui se situe environ 13 km au nord de Świdwin et 92 km au nord-est de la capitale régionale Szczecin.
La gmina couvre une superficie de 188,7 km2 pour une population de 4 132 habitants en 2016.

## Géographie
La gmina inclut les villages de Biały Zdrój, Ciechnowo, Drzeń, Jastrzębniki, Kalina, Krzecko, Krzesimowo, Lepino, Miedzno, Międzyrzecko, Międzyrzecze, Mysłowice, Nowe Ślepce, Pomorce, Poradz, Powalice, Pustowo, Rokosowo, Sidłowo, Sławkowo, Sławoborze, Słowenkowo, Słowieńsko, Sobiemirowo, Stare Ślepce, Trzciana et Zagrody.
La gmina borde les gminy de Białogard, Gościno, Karlino, Rąbino, Resko, Rymań et Świdwin.